# 航展

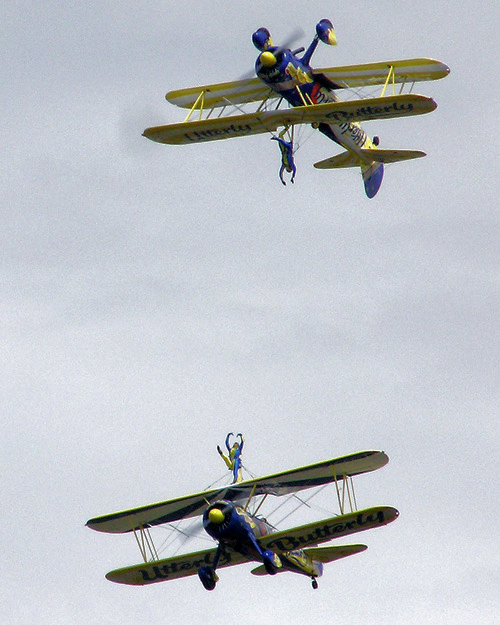
英国 Utterly Butterly表演队飞行的波音波音Stearman PT-17双翼机在航展上进行特技飞行。

航展（又称航空博览会、航空航天展等），是一种由飞机制造商参与，展示航空器，进行特技飞行表演的一种展览。没有飞行表演的航展，一般称为静态航展。
中国航展第十三届展出展品已接近兵器展。